# Figulus orientalis
Figulus orientalis es una especie de coleóptero de la familia Lucanidae.

## Distribución geográfica
Habita en Halmahera, Bacan y Ternate (Indonesia).